# Graveron-Sémerville
Graveron-Sémerville è un comune francese di 307 abitanti situato nel dipartimento dell'Eure nella regione della Normandia.

## Società

### Evoluzione demografica
Abitanti censiti